# Dysoxylum sparsiflorum
Dysoxylum sparsiflorum là một loài thực vật có hoa trong họ Meliaceae. Loài này được Mabb. mô tả khoa học đầu tiên năm 1994.